# Спорн, Рэйчел
Рэйчел Памела Спорн (англ. Rachael Pamela Sporn; род. 26 мая 1968 года в Мюррейвилле, Виктория, Австралия) ― австралийская профессиональная баскетболистка, выступала в женской национальной баскетбольной ассоциации. Была выбрана на драфте ВНБА 1998 года во втором раунде под четырнадцатым номером командой «Детройт Шок». Играла на позиции лёгкого форварда. Трёхкратный призёр летних Олимпийских игр. Член Австралийского зала славы баскетбола с 2007 года. В настоящее время является директором по развитию Австралийского фонда исследований меланомы.

## Карьера
Родилась в городе Мюррейвилл (штат Виктория). Выступала в составе клуба «Аделаида Лайтнинг» в Женской национальной баскетбольной лиге, где дважды признавалась самым ценным игроком, а также восемь раз включалась в пятёрку лучших игроков чемпионата. Является рекордсменкой лиги по очкам и подборам. В 1998 году подписала контракт с клубом Женской национальной баскетбольной ассоциации «Детройт Шок». Сыграла 304 игры в составе национальной команды Австралии, в том числе на трёх Олимпийских играх, завоевав две серебряные медали (2000 и 2004) и одну бронзовую (1996). Также приняла участие в трёх чемпионатах мира (1990, 1994 и 1998).
Рэйчел Спорн является почётным членом Австралийского спортивного зала славы и Австралийского баскетбольного зала славы. Кроме того она была награждена Австралийской спортивной медалью в 2000 году и Столетней медалью в 2001 году. Рэйчел Спорн является единственным игроком клуба «Аделаида Лайтнинг», чей номер был закреплён за ней и выведен из употребления. Её футболка с номером 14 висит на западной стене спортивного комплекса «Титаниум Секьюрити-арена» вместе с чемпионскими баннерами «Лайтнинг» 1994, 1995, 1996, 1998 и 2008 годов.